# Lumma
A lumma (Uria aalge) a madarak (Aves) osztályának lilealakúak (Charadriiformes) rendjébe és az alkafélék (Alcidae) családjába tartozó faj.

## Előfordulása
Az északi félteke óceánjaiban a partok és szigetek sziklafalain fészkel, találkozhatunk vele Kanada, Alaszka, Grönland, Észak-Európa és Oroszország sziklás partjai körül is. A 2007-es évi adatok szerint, az Európában költő populáció 500 000 párból áll, ezekből 1000 Helgolandban (Németország) költ.

## Megjelenése
Testhossza 40–43 centiméter, szárnyfesztávolsága 64–70 centiméter, testtömege pedig 800–1000 gramm. Nyáron a madár hátoldalának és fejének tollazata sötétbarna. Az északabbra élő madarak színe egyre sötétebb, feketébe hajló. Télen az áll, a mellkas, a torok és a nyak fehér. A madár szemétől vékony fehér vonal húzódik hátrafelé. A madár csőre hosszú, keskeny és hegyes, halfogásra különösen alkalmas.

## Életmódja
E madár társas lény, a költési időszakban nagy kolóniákat alkot. Tápláléka halakból, rákokból és tintahalakból áll.

## Szaporodása
Az ivarérettséget  ötéves  korban érik el. A költési időszak április–július között van. Évente egyszer költ. Egy fészekaljban egyetlen fehér tojás van, amely csúcsban végződik. Ez a forma biztosítja, hogy a tojás ne essen le a sziklák kiszögelléseiről. A tojáson mindkét szülő felváltva kotlik 30-35 napig. A fiatal madarak 18-24 nap után hagyják el a fészket, ekkor még nem is tudnak repülni, de azért a nyílt tengerre vezeti őket a hím.

## Képek

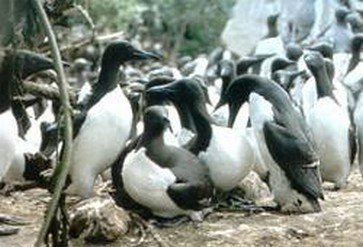
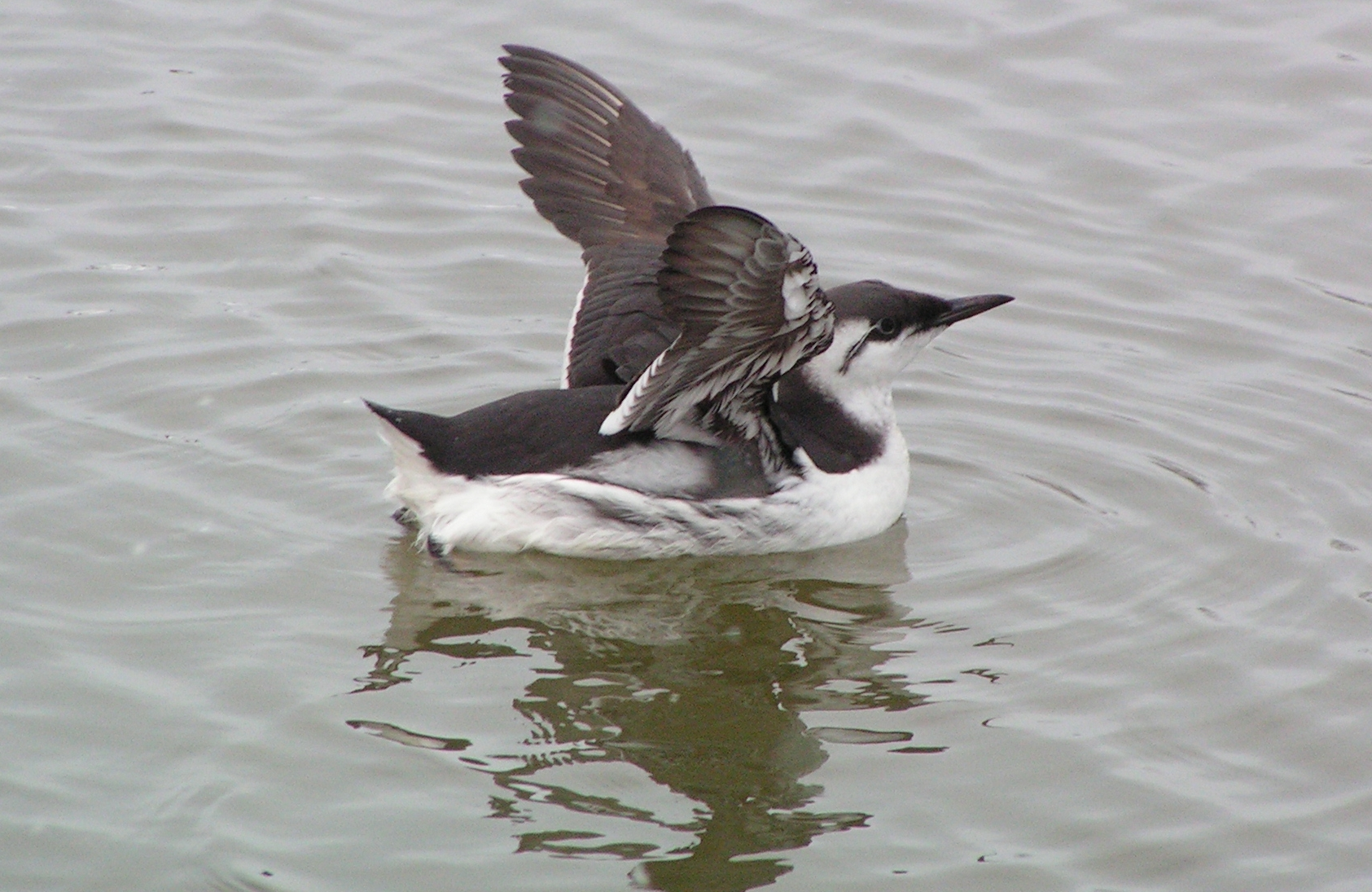
Pihenés a vízen
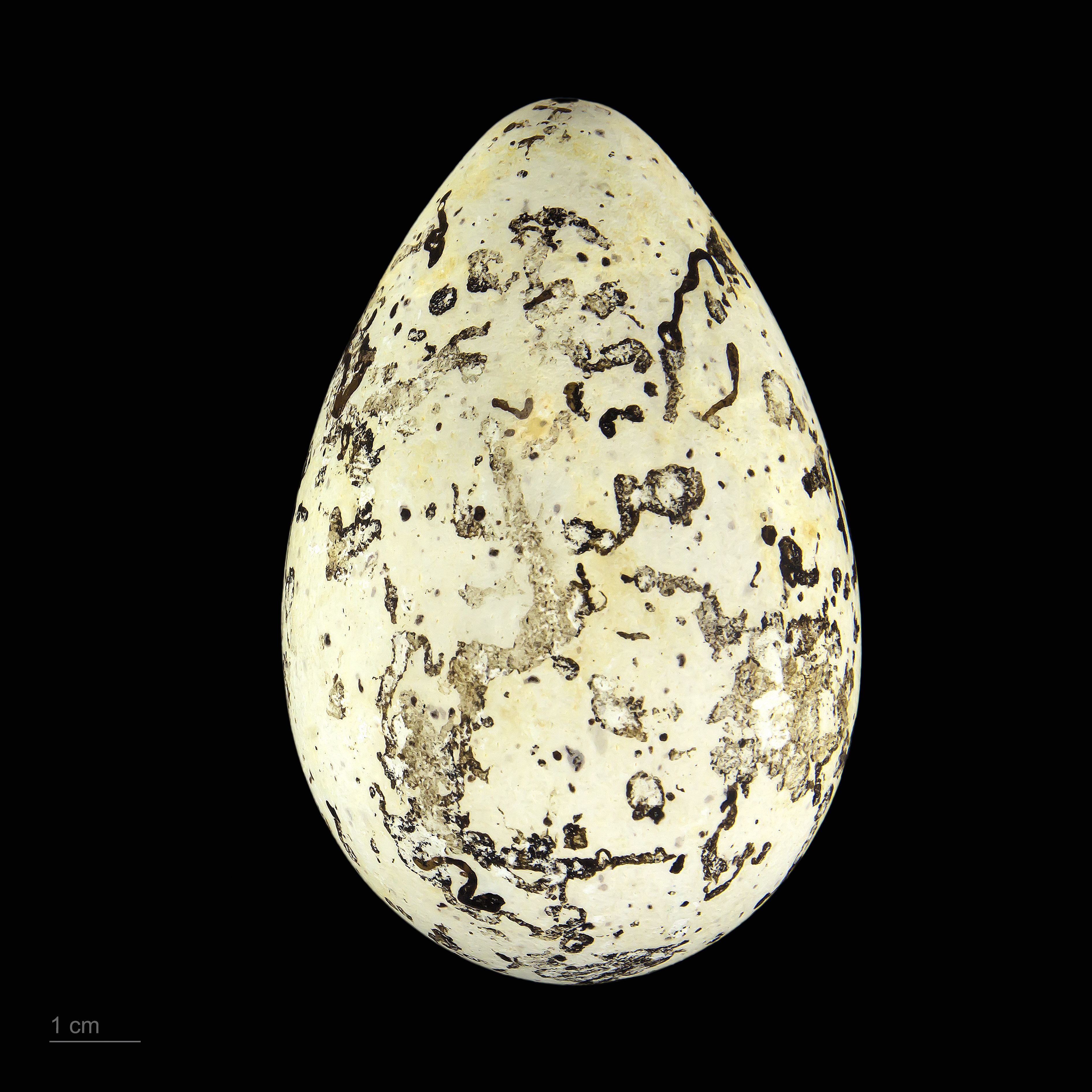
Tojása